# Juan de Robles Alfonso
Capitán Juan de Robles Alfonso de Mogrobejo y Sánchez Zea (Guayaquil, 20 de octubre de 1676 - f. en 1758) fue un Alcalde ordinario, y Procurador del Cabildo. 

## Biografía
Hijo del peninsular Juan de Robles y Alfonso de Mogrobejo nacido en Villa de Zorriba por 1637 quien fue procurador del cabildo guayaquileño, y de doña Ana Sánchez de Zea y Andrade. Fue el cuarto de un total de nueve hermanos. Ocupó varios cargos como el de  Alcalde ordinario de Daule en 1746 de su ciudad natal al año siguiente. Procurador del Cabildo en los años de 1715-1716, 1747-1748, 1756-1767; Teniente de Corregidor y Justicia Mayor de San Gregorio de Portoviejo por Su Majestad en 1727. Caso con Doña Catalina Rosalía de Herrera-Campusano y Castro, guayaquileña hija del Maestre de Campo Francisco de Herrera Campusano, Mayordomo de la ciudad en 1761 y de Doña Catalina de Castro, y nieta del Capitán Pedro de Herrera Campusano y tuvo con ella seis hijos. Es tatarabuelo del expresidente de la república Francisco Robles.
Tuvo su casa frente al Malecón razón por la que el Cabildo de 1731 dispuso que desde su propiedad hasta el Astillero sea fondeadero de Embarcaciones pero no para hacer construcciones navales. Siendo Procurador de Guayaquil elaboró un célebre Memorial en 1756 donde se recopilo una extensa representación sobre los servicios que la ciudad presto a la Corona y privilegios recibidos en premio a través de los años, que se encontraban archivados en Quito y fueron encontrados varias décadas después por otro célebre Procurador llamado Francisco Trejo.